# Xero Limited
Xero Limited er en New Zealandsk softwarevirksomhed, der udbyder cloud-baseret regnskabssoftware til små og mellem-store virksomheder. De har kontorer i New Zealand, Australien, Storbritannien, USA, Canada, Singapore, Hongkong og Sydafrika. Softwaren benyttes i over 180 lande.
Xero blev etableret i Wellington i 2006 af Rod Drury og Hamish Edwards.